# Xã Grand Prairie, Quận Platte, Nebraska
Xã Grand Prairie (tiếng Anh: Grand Prairie Township) là một xã thuộc quận Platte, tiểu bang Nebraska, Hoa Kỳ. Năm 2010, dân số của xã này là 362 người.